# Männiku (Tallinn)
Männiku is een subdistrict of wijk (Estisch: asum) binnen het stadsdistrict Nõmme in Tallinn, de hoofdstad van Estland. De wijk telde 5.683 inwoners op 1 januari 2020. De oppervlakte bedraagt 4,47 km²; de bevolkingsdichtheid is dus ongeveer 1.270/km². De naam betekent ‘dennenbos’.
De wijk grenst vanaf het noorden met de wijzers van de klok mee aan de wijken Rahumäe, Liiva en Raudalu, de gemeente Saku en de wijk Nõmme. In de gemeente Saku ligt een dorp met dezelfde naam: Männiku, ongeveer drie kilometer ten zuiden van de wijk.

## Geschiedenis

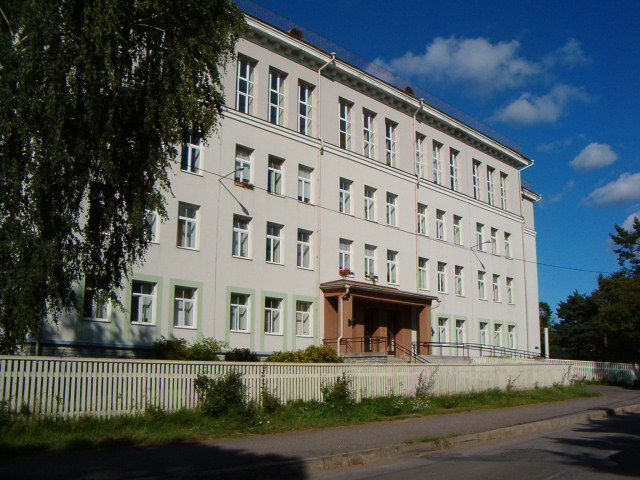
Nõmme sotsiaalmaja, een opvangtehuis voor kinderen, ouderen en gehandicapten die verzorging nodig hebben

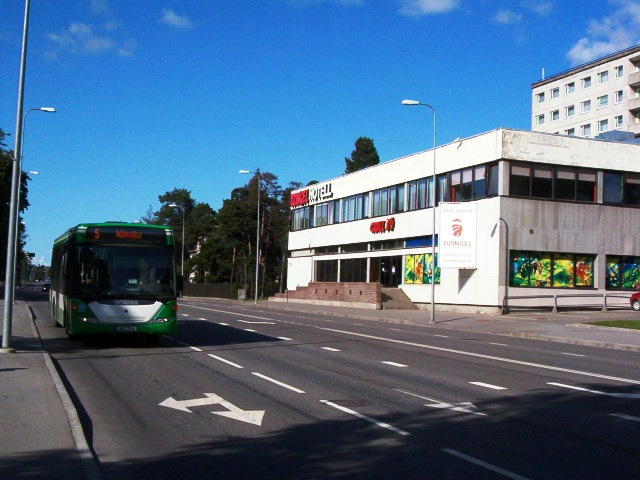
Bus van lijn 5 op de Männiku tee, bij Hotel Dzingel

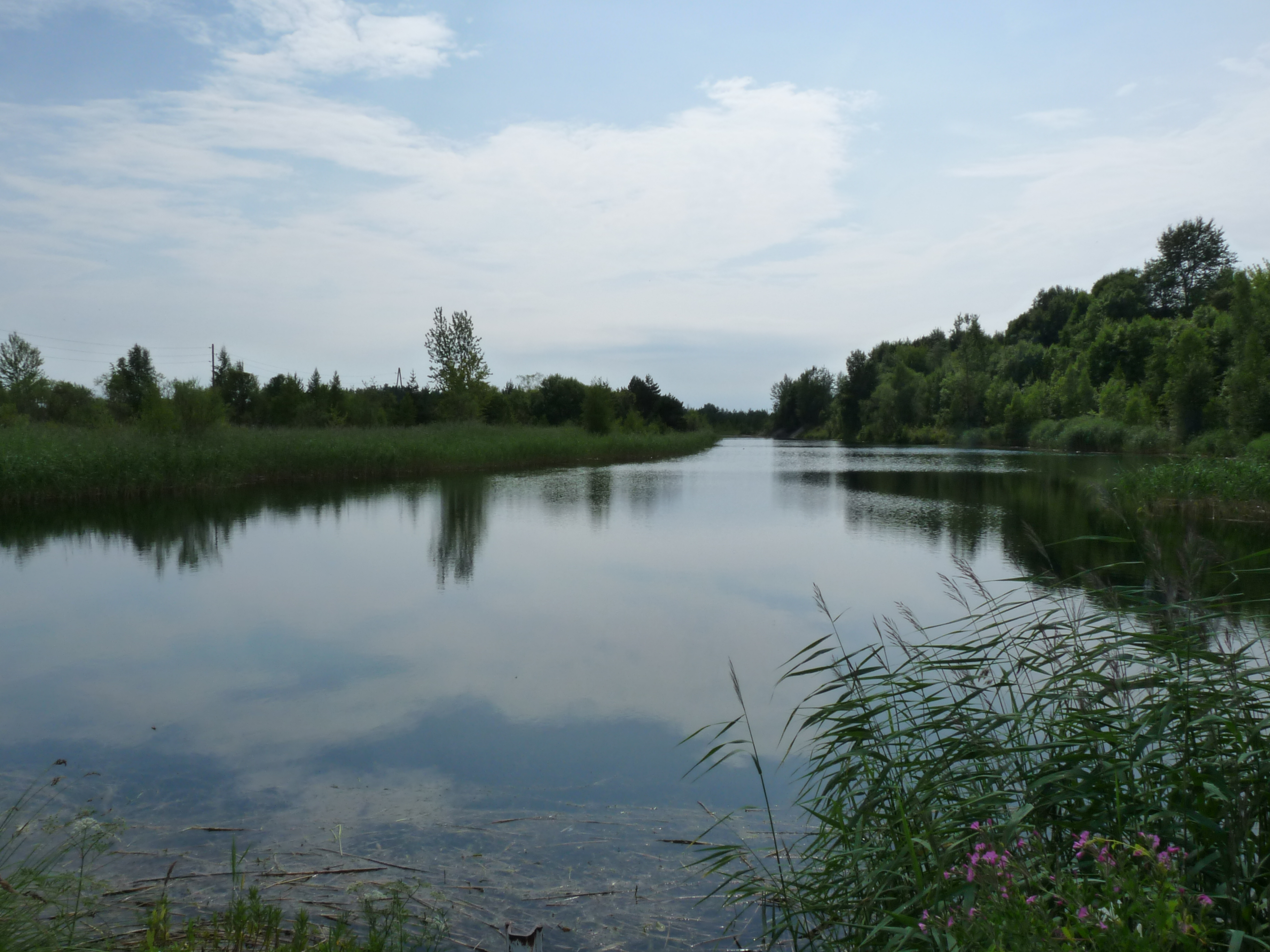
Het Pumbameer

In 1798 duikt de wijk voor het eerst op, op een landkaart van de Baltisch-Duitse cartograaf Ludwig August Mellin. Daar heet ze Sukleni. Toen was de wijk een bos- en moerasgebied. Later werd in het gebied een café gebouwd, dat de Duitse naam Waldeck kreeg. Op den duur kreeg ook het omringende gebied die naam: Valdeck. Zo stond de wijk aan het begin van de 20e eeuw bekend. De naam is nog terug te vinden in de straatnaam Valdeku tänav.
In de jaren tien van de 20e eeuw liet het tsaristische leger in de wijk kazernes en vestingwerken bouwen. In 1914 werden ook plannen gemaakt om in het gebied een tuinstad aan te leggen. De Eerste Wereldoorlog stak daar een stokje voor. Pas in de jaren twintig werd begonnen met de bouw van woonhuizen in de wijk. In die tijd kreeg de weg van Tallinn naar Saku, die door het dorp Männiku komt, de naam Männiku tee en begon men de wijk ook Männiku te noemen. De militaire bouwwerken werden overgenomen door de net onafhankelijk geworden Republiek Estland.
In 1937 werd begonnen met de aanleg van industrieterreinen. Als eerste vestigde zich Kvarts, een fabriek van bouwmaterialen, in de wijk. In die tijd begon ook het aantal inwoners te groeien.
Männiku maakte deel uit van de zelfstandige gemeente Nõmme en werd in 1940 met de rest van die gemeente bij Tallinn gevoegd.

## Voorzieningen
De wijk heeft momenteel weinig maakindustrie meer, maar telt wel veel middelgrote en kleine bedrijven in de detailhandelssector. Er is ook een hotel, Hotel Dzingel.
In het westen ligt een uitloper van het moeras Pääsküla raba, 9 km² groot, dat doorloopt over het grondgebied van vijf wijken: Pääsküla, Kivimäe, Hiiu, Nõmme en Männiku.
In het zuiden van de wijk liggen drie meren. Het kleine Pumbameer (Pumba järv) ligt geheel op het grondgebied van Männiku. Het Rakumeer (Raku järv, oppervlakte 111 ha) ligt voor het grootste deel op het grondgebied van de gemeente Saku. Alleen het noordelijke deel ligt in Männiku en vormt de grens met de wijk Raudalu. Van het derde meer, het Männikumeer (Männiku järv, oppervlakte 105 ha), ligt alleen een puntje op het grondgebied van Männiku. De rest ligt in de gemeente Saku.

## Vervoer
De wijk heeft twee grote doorgaande wegen. De Männiku tee loopt noord-zuid en de Valdeku tänav oost-west.
De spoorlijn van Tallinn naar Pärnu en Viljandi loopt door de wijk, maar heeft hier geen station. Het station Männiku ligt in het dorp Männiku ten zuiden van de wijk.
Männiku wordt bediend door een aantal buslijnen.